# Świt Nowy Dwór Mazowiecki
Świt Nowy Dwór Mazowiecki je polský sportovní klub sídlící ve městě Nowy Dwór Mazowiecki v Mazovském vojvodství. Byl založen v roce 1935. Hřištěm klubu je Městský stadion s kapacitou 3400 diváků. Klubové barvy jsou bílá a zelená.

## Fotbalová sekce

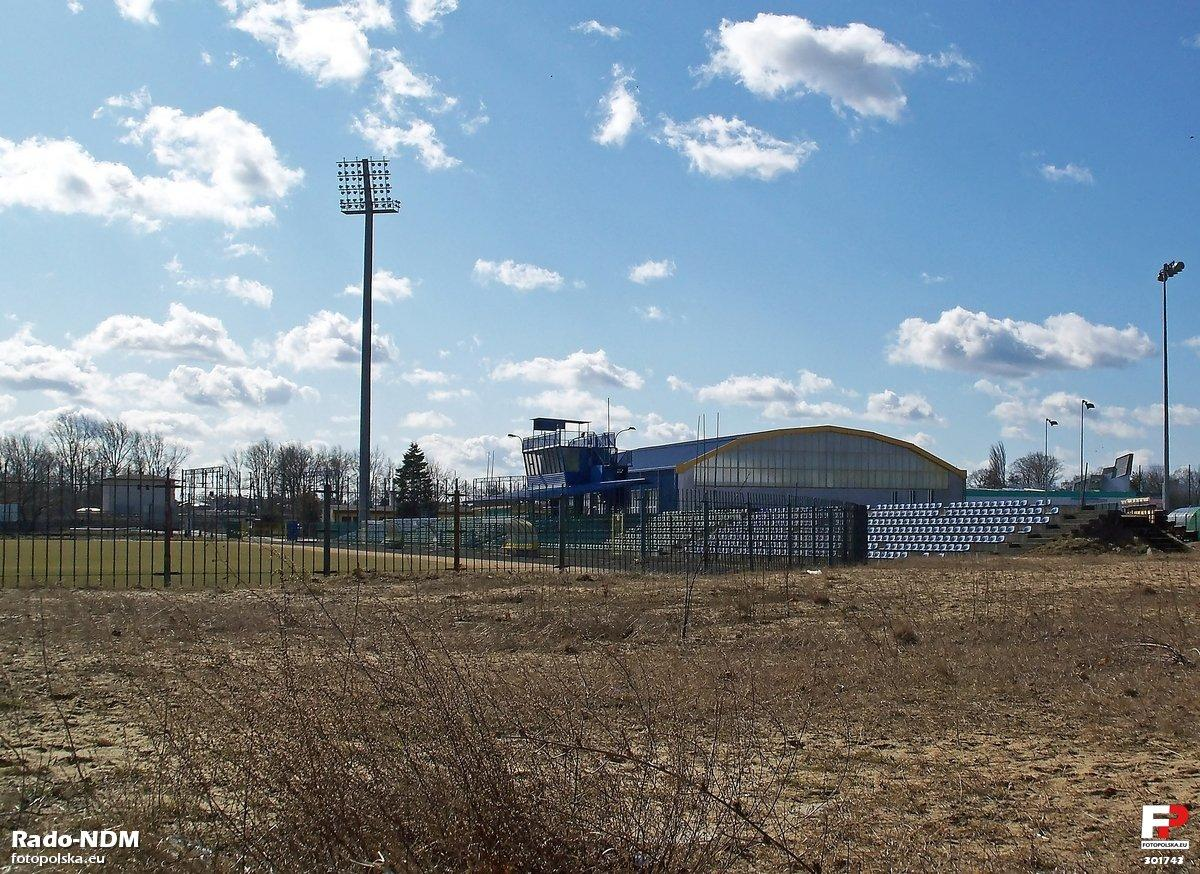
Městský stadion, vzadu sportovní hala.

### Úspěchy
- Účast v Ekstraklase – sezóna 2003/2004
- 1/4 finále Polského fotbalového poháru (2001/2002)

### Soupiska
25.07.2017
| Číslo |        | Pozice | Hráč                |
| ----- | ------ | ------ | ------------------- |
| 1     | Polsko | B      | Mateusz Prus        |
| 23    | Polsko | B      | Kacper Mioduszewski |
| 12    | Polsko | B      | Konstanty Antoniuk  |
| 17    | Polsko | B      | Sebastian Nowiński  |
| (-)   | Polsko | O      | Michał Drewnowski   |
| 2     | Polsko | O      | Radosław Kamiński   |
| 3     | Polsko | O      | Sebastian Cuch      |
| 16    | Polsko | O      | Mateusz Pietroń     |
| 6     | Polsko | O      | Karol Drwęcki       |
| 25    | Polsko | O      | Kamil Dankowski     |
| 5     | Polsko | O      | Przemysław Przysowa |
| (-)   | Polsko | Z      | Jakub Łachmański    |
| (-)   | Polsko | Z      | Mateusz Bramowicz   |
| 20    | Polsko | Z      | Mateusz Zawiska     |
| (-)   | Polsko | Z      | Dawid Rybak         |
| (-)   | Polsko | Z      | Adam Trojak         |
| (-)   | Polsko | Z      | Patryk Skubisz      |
| 8     | Polsko | Z      | Kamil Wiśniewski    |
| 10    | Polsko | Z      | Marcin Kozłowski    |
| 13    | Polsko | Z      | Mateusz Dara        |
| 4     | Polsko | Z      | Krystian Pomorski   |
| 11    | Polsko | Z      | Konrad Perzyna      |
| 7     | Polsko | Z      | Michał Steć         |
| 33    | Polsko | Z      | Piotr Basiuk        |
| (-)   | Polsko | Ú      | Piotr Cichocki      |
| 16    | Polsko | Ú      | Krzysztof Napora    |
| 15    | Polsko | Ú      | Kamil Wolski        |
| (-)   | Polsko | Ú      | Bartłomiej Stryjek  |
| (-)   | Polsko | Ú      | Krystian Pałczyński |
| 9     | Polsko | Ú      | Mariusz Gabrych     |

### Seznam sezón
červené podbarvení - sestup, zelené podbarvení - postup
| Sezóna    | Ligová soutěž | Ligová soutěž                      | Ligová soutěž | Polský fotbalový pohár | Poznámky                |
| Sezóna    | Liga          | Liga                               | Místo         | Polský fotbalový pohár | Poznámky                |
| --------- | ------------- | ---------------------------------- | ------------- | ---------------------- | ----------------------- |
| 1992/1993 | III           | 3. liga (2. skupina)               | 9/16          | –                      |                         |
| 1993/1994 | III           | 3. liga (2. skupina)               | 5/16          | 2. kolo                |                         |
| 1994/1995 | III           | 3. liga (1. skupina)               | 1/16          | –                      |                         |
| 1995/1996 | II            | 2. liga (východní skupina)         | 6/18          | –                      |                         |
| 1996/1997 | II            | 2. liga (východní skupina)         | 13/18         | 3. kolo                |                         |
| 1997/1998 | II            | 2. liga (východní skupina)         | 15/18         | 2. kolo                |                         |
| 1998/1999 | III           | 3. liga (4. skupina)               | 1/18          | 1/16 finále            |                         |
| 1999/2000 | II            | 2. liga                            | 13/24         | –                      |                         |
| 2000/2001 | II            | 2. liga                            | 11/20         | 1. kolo                | 2. kolo Ligového poháru |
| 2001/2002 | II            | 2. liga                            | 13/20         | čtvrtfinále            | 2. kolo Ligového poháru |
| 2002/2003 | II            | 2. liga                            | 2/18          | 1. kolo                | Postup v baráži.        |
| 2003/2004 | I             | 1. liga [dnešní Ekstraklasa]       | 13/14         | 1. kolo                |                         |
| 2004/2005 | II            | 2. liga                            | 11/18         | základní skupina       |                         |
| 2005/2006 | II            | 2. liga                            | 16/18         | 1. kolo                |                         |
| 2006/2007 | III           | 3. liga (1. skupina)               | 4/16          | 1/16 finále            |                         |
| 2007/2008 | III           | 3. liga (1. skupina)               | 9/16          | –                      |                         |
| 2008/2009 | IV            | 3. liga (lodžsko-mazovská skupina) | 1/16          | –                      |                         |
| 2009/2010 | III           | 2. liga (východní skupina)         | 6/18          | –                      |                         |
| 2010/2011 | III           | 2. liga (východní skupina)         | 3/18          | 1/16 finále            |                         |
| 2011/2012 | III           | 2. liga (východní skupina)         | 10/16         | vstupní kolo           |                         |
| 2012/2013 | III           | 2. liga (východní skupina)         | 16/18         | vstupní kolo           |                         |
| 2013/2014 | III           | 2. liga (východní skupina)         | 18/18         | předvstupní kolo       |                         |
| 2014/2015 | IV            | 3. liga (lodžsko-mazovská skupina) | 7/18          | vstupní kolo           |                         |
| 2015/2016 | IV            | 3. liga (lodžsko-mazovská skupina) | 8/18          | –                      |                         |
| 2016/2017 | IV            | 3. liga (1. skupina)               | 4/18          | 1. kolo                |                         |